# Combretum paradoxum
Combretum paradoxum är en tvåhjärtbladig växtart som beskrevs av Friedrich Welwitsch och Laws.. Combretum paradoxum ingår i släktet Combretum och familjen Combretaceae. Inga underarter finns listade i Catalogue of Life.